# Wolfgang Josef Pauli
Wolfgang Josef Pauli (* 11. September 1869 in Prag, Österreich-Ungarn; † 4. November 1955 in Zürich) war ein österreichischer Mediziner und Biochemiker (Kolloidchemie, Chemie der Proteine).

## Leben
Wolfgang Pauli stammte aus einer jüdischen Verlegerfamilie in Prag (sein Vater Jacob Pascheles war Buchhändler) und hieß ursprünglich Wolf Pascheles, er änderte aber seinen Namen 1899 anlässlich der Konversion zum Katholizismus kurz vor seiner Heirat.
Pauli besuchte das Altstädter Gymnasium in Prag und studierte dort ab 1887 an der deutschen Karl-Ferdinands-Universität Medizin mit der Promotion zum Dr. med. 1893. Zu seinen Lehrern gehörten Ernst Mach und Franz Hofmeister. Nach der Promotion war er Assistent am Rudolfspital in Wien und ab 1894 an der Universitätsklinik bei Hermann Nothnagel, bei dem er sich 1899 in Innerer Medizin habilitierte (Untersuchungen über den Quellungsvorgang). 1908 wurde er außerordentlicher und 1919 ordentlicher Professor für biologisch-physikalische Chemie und Institutsvorstand an der Universität Wien. 1934 wurde er emeritiert und musste als „Jude“ (laut Reichsbürgergesetz) nach dem „Anschluss“ Österreichs 1938 Wien verlassen. Er ging nach Zürich und wirkte dort bei Paul Karrer am Chemischen Institut der Universität.
Er leistete grundlegende Arbeit in der Kolloidchemie und entwickelte eine Theorie der Kolloide. Mit der Beobachtung, dass die Oberflächenladung von Proteinen vom pH-Wert abhängt lieferte eine Grundlage für die Elektrophorese und entwickelte mit Karl Landsteiner einen Vorläufer von Elektrophorese-Geräten (Überführungsapparat zur Protein-Reinigung). Er untersuchte den Einfluss der Ladung von Proteinen auf Hydratation, Quellung und optische Drehung, untersuchte die Wirkung von Schutzkolloiden und die Wirkung ionisierender Strahlung auf Proteine.
Er war mit der Journalistin und Frauenrechtlerin Bertha Pauli verheiratet und ist der Vater von Wolfgang Pauli und Hertha Pauli. Nach dem Tod seiner Frau Berta 1927 heiratete er 1928 die Bildhauerin Maria Rottler.
Er war Mitglied der Leopoldina (1904), korrespondierendes Mitglied der Österreichischen Akademie der Wissenschaften (1934) und der Bayerischen Akademie der Wissenschaften (1950). 1954 wurde er Ehrendoktor in Wien und 1939 Ehrenmitglied des Vereins Österreichischer Chemiker.

## Schriften
- Kolloidchemie der Eiweißkörper. Steinkopff, Dresden/Leipzig 1921 (2. Auflage 1933).
- Elektrochemie der Kolloide. Springer, 1929.